# Världsmästerskapen i alpin skidsport 1950
Världsmästerskapen i alpin skidsport 1950 hölls i Aspen, Colorado, USA 13–18 februari 1950. Det var första gången sedan 1939 och första gången som evenemanget hölls utanför Europa. Storslalom debuterade på programmet och ersatte alpin kombination som dock återkom 1954.

## Herrar

### Störtlopp
Datum: 18 februari 1950
| Placering | Land      | Namn             | Tid        |
| --------- | --------- | ---------------- | ---------- |
| 1         | Italien   | Zeno Colò        | 2.34,4 min |
| 2         | Frankrike | James Couttet    | 2.35,7 min |
| 3         | Österrike | Egon Schöpf      | 2.36,3 min |
| 4         | Schweiz   | Bernhard Perren  | 2.37.7 min |
| 5         | Österrike | Christian Pravda | 2:38,1 min |
| 6         | Frankrike | Jean Pazzi       | 2.38,6 min |

### Storslalom
Datum: 14 februari 1950
| Placering | Land      | Namn              | Tid        |
| --------- | --------- | ----------------- | ---------- |
| 1         | Italien   | Zeno Colò         | 1.54,4 min |
| 2         | Schweiz   | Fernand Grosjean  | 1.55,2 min |
| 3         | Frankrike | James Couttet     | 1.55,3 min |
| 4         | Frankrike | Henri Oreiller    | 1.55,8 min |
| 5         | Schweiz   | Georges Schneider | 1.55,9 min |
| 6         | Italien   | Carlo Gartner     | 1.56,0 min |

### Slalom
Datum: 16 februari 1950
| Placering | Land      | Namn              | Tid        |
| --------- | --------- | ----------------- | ---------- |
| 1         | Schweiz   | Georges Schneider | 2.06,4 min |
| 2         | Italien   | Zeno Colò         | 2.06,7 min |
| 3         | Norge     | Stein Eriksen     | 2,08.0 min |
| 4         | USA       | Jack Reddish      | 2.08,4 min |
| 5         | Österrike | Egon Schöpf       | 2.09,0 min |
|           | Kanada    | Ernest McCullough | 2.09,0 min |
|           | Frankrike | James Couttet     | 2.09,0 min |

## Damer

### Störtlopp
Datum: 17 februari 1950
| Placering | Land      | Namn                        | Tid        |
| --------- | --------- | --------------------------- | ---------- |
| 1         | Österrike | Trude Jochum-Beiser         | 2.06,6 min |
| 2         | Österrike | Erika Mahringer             | 2.07,5 min |
| 3         | Frankrike | Georgette Thiollière-Miller | 2.08,4 min |
| 4         | Österrike | Anneliese Schuh-Proxauf     | 2.08,6 min |
| 5         | USA       | Katy Rodolph                | 2.08,9 min |
| 6         | Frankrike | Lucienne Schmith-Couttet    | 2.10,0 min |

### Storslalom
Datum: 13 februari 1950
| Placering | Land      | Namn                     | Tid        |
| --------- | --------- | ------------------------ | ---------- |
| 1         | Österrike | Dagmar Rom               | 1.29,6 min |
| 2         | Österrike | Trude Jochum-Beiser      | 1.29,8 min |
| 3         | Frankrike | Lucienne Schmith-Couttet | 1.30,0 min |
| 4         | Österrike | Erika Mahringer          | 1.31,8 min |
| 5         | Österrike | Anneliese Schuh-Proxauf  | 1.31,9 min |
| 6         | Österrike | Lydia Gstrein            | 1.32,7 min |

### Slalom
Datum: 15 februari
| Placering | Land      | Namn                     | Tid        |
| --------- | --------- | ------------------------ | ---------- |
| 1         | Österrike | Dagmar Rom               | 1.47,8 min |
| 2         | Österrike | Erika Mahringer          | 1.47,9 min |
| 3         | Italien   | Celina Seghi             | 1.49,5 min |
| 4         | Österrike | Anneliese Schuh-Proxauf  | 1.49,9 min |
| 5         | Frankrike | Lucienne Schmith-Couttet | 1.51,0 min |
| 6         | USA       | Andrea Mead              | 1.51,7 min |

## Medaljfördelning
| Placering | Land      | Guld | Silver | Brons | Totalt |
| --------- | --------- | ---- | ------ | ----- | ------ |
| 1         | Österrike | 3    | 3      | 1     | 7      |
| 2         | Italien   | 2    | 1      | 1     | 4      |
| 3         | Schweiz   | 1    | 1      | –     | 2      |
| 4         | Frankrike | –    | 1      | 3     | 4      |
| 5         | Norge     | –    | –      | 1     | 1      |